# Aljaksej Januškevič
Aljaksej Svjataslavavič Januškevič (in bielorusso Аляксей Святаслававіч Янушкевіч?, in russo Алексей Святославович Янушкевич?, Aleksej Svjatoslavovič Januškevič; Minsk, 15 gennaio 1986) è un ex calciatore bielorusso, di ruolo difensore.

## Carriera

### Club
Ha giocato nella prima divisione bielorussa.

### Nazionale
Ha partecipato agli Europei Under-21 del 2009. Tra il 2014 ed il 2017 ha invece giocato 4 partite con la nazionale maggiore.

## Palmarès

### Club

#### Competizioni nazionali
- Campionato bielorusso: 1

Šachcër Salihorsk: 2013-2014